# خيفانة
الخَيْفَانَة هي جنس حيوانات أولية طفيلية من طائفة المثقوبات وشعبة الديدان المسطحة، تتطفّل على الإنسان.